# トラサルディ
トラサルディ（Trussardi [trusˈsardi]）は、イタリアのファッションブランドである。1911年に革手袋の製造業者として創業し、1970年代に創業者の甥のニコラ・トラサルディが引き継いだ後、革製品の製品ラインを拡大した。1980年代には、既製服や香水、ジーンズなどの製造を開始した。1990年代には、イタリアと日本を中心に世界に販売網を広げた。
2024年にミロリオ・グループの傘下で運営している。

## 歴史

### 1911年-1970年
1911年にダンテ・トラサルディ(Dante Trussardi)によって革手袋メーカーとして創業され、第二次世界大戦中にイタリア軍が連合国軍に降伏するまで、一般の人々やイタリア軍に販売していた。

### 1970年代
1970年に創業者のダンテが狩猟中の事故で亡くなり、その甥のニコラ・トラサルディが事業を引き継いだ。ニコラの妻のマリア・ルイザ・トラサルディもクリエイティブ・ディレクターとして入社した。1970年代、ニコラは、ファッショントレンドの変化に対応し、手袋以外の革製品やアクセサリー、そして最終的には革製品以外へと多角化していった。ニコラは、財布、スーツケース、ベルト、靴などの製品にグレイハウンドの新しいロゴを入れ始めた。父親の死後、ニコラが会社の全権を握った。

### 1980年代

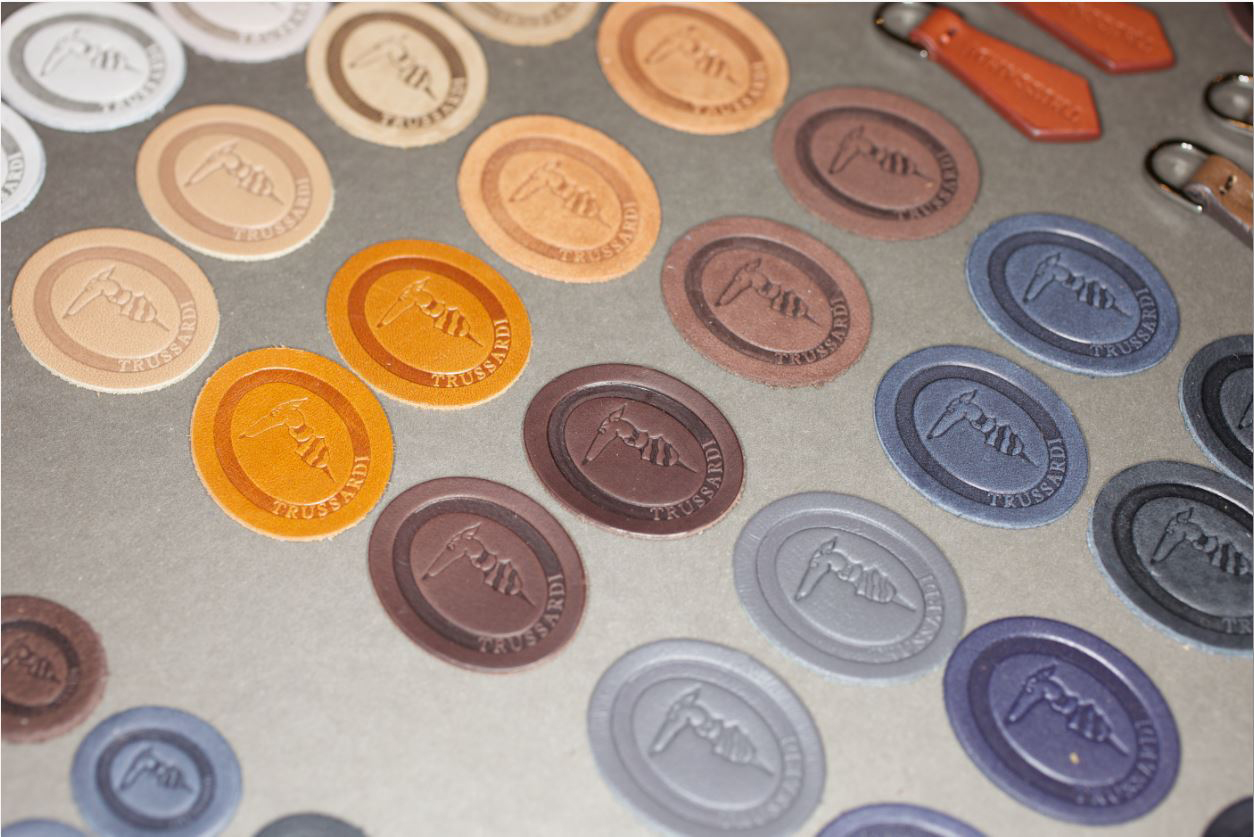
トラサルディのグレイハウンドのロゴ

1980年に"Trussardi"（トラサルディ）のブランド名で最初の香水を発売し、1983年には男性向けの"Trussardi Uomo"（トラサルディ ウオモ）を発売した。1983年には初のレディスの既製服の製品ラインを発表し、1984年にはメンズの製品ラインを発表した。1986年には"Trussardi Jeans"（トラサルディ ジーンズ）を立ち上げた。
その後、スポーツ用、室内用のラインが加わった。1985年までには世界で120店舗を展開した。また、自家用飛行機やヘリコプターの室内デザインも手掛けた。この頃、同社はアメリカ市場に参入し、ブティックだけでなくデパートにも店舗を構え、ビバリーヒルズ、アトランタ、マイアミ、サンフランシスコにフランチャイズ店舗を開設した。1985年に百貨店チェーンブルーミングデールズに初出店し、グランドオープニングにはオペラ歌手のルチアーノ・パヴァロッティが出席した。ミラノでは、ドゥオーモ広場、スカラ座、ミラノ中央駅などの普通ではない場所でファッションショーを開催した。1989年には初のアイウェアの製品ラインを発表した。1993年には、ブリンディジに研究開発センターを開設した。同所は、当初は原材料の研究、新しい生地の開発、環境に優しいパッケージへの変更に重点を置いていた。

### 1990年代
同社はまた、2種類のブランドショップを展開していた。1つは、トラサルディのファッショングッズを販売するトラサルディストア、もう1つは、同社のライフスタイルラインを販売するT-Storeである。T-Storeでは、ジーンズ、スポーツライン、自転車、食器、お菓子などの商品を取り扱っている。1995年にバンコク、香港、ソウルに最初の3店舗をオープンした。1996年、トラサルディは、特にベーシックに焦点を当てたカジュアル衣料品の初の公式T-Storeラインを発表した。最初のコレクションは、Trussardi Sport（トラサルディ スポート）、Trussardi Jeans（トラサルディ ジーンズ）、T-storeの3つのラインで、それぞれのラインは、イタリアのモデナを拠点としニコラが所有するSosab社によって生産されていた。1996年にはニューヨークにもアメリカ1号店をオープンした。その年の売上高はライセンスを含めて5億3千万ドルだった。また、ミラノでは、スカラ座の向かいにニコラ・トラサルディが再開発した「マリノ・アッラ・スカラ」内にも新店舗をオープンした。この複合施設には、バー、レストラン、店舗も併設されている。

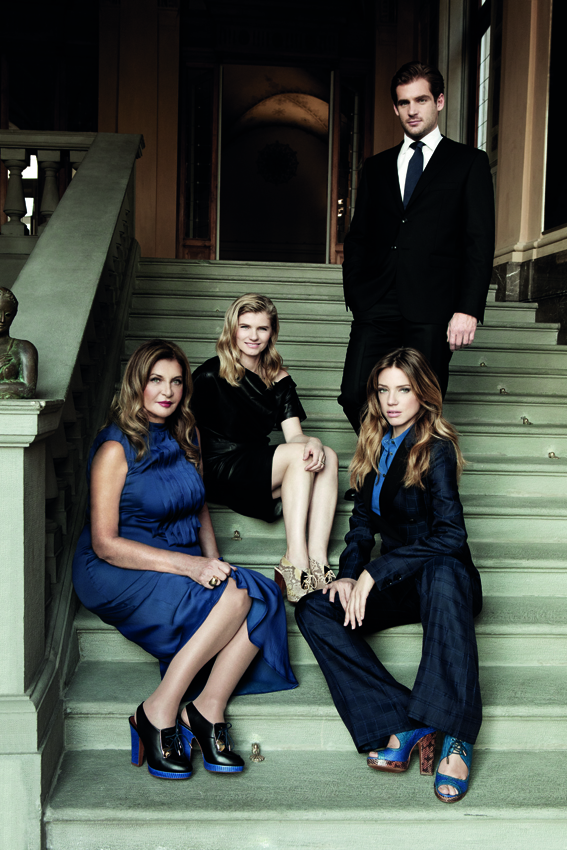
トラサルディ家

この時点までに、同社は7つの香水のブランドを所有しており、香水の売上の約3分の1はヨーロッパであった。1992年、トラサルディはTrussardi Levriero（トラサルディ レヴリエーロ）とTrussardi Action（トラサルディ アクション）のライセンスを日本の伊藤忠商事に5年間で約14億ドルで供与した。当時、イタリアの輸出総額の約70%を日本が占めており、日本にはレヴリエーロの店舗が約200店舗あった。ニコラ・トラサルディは、伊藤忠との提携に続き、長期的なパートナーとして帝人と提携した。2003年、帝人との関係を終了し、三井物産を日本のパートナーとした。

### 2000年代以降
1999年にニコラが交通事故で急逝し、その長男のフランチェスコ・トラサルディがブランドの会長に就任した。フランチェスコも2003年に交通事故で亡くなり、妹のベアトリス・トラサルディが社長兼CEOに就任した。後にニコラの妻のマリア・ルイサ・トラサルディが社長に就任した。2006年、フェンディでデザインを担当していたエリック・ライトをヘッドデザイナーに採用した。2013年、ガイア・トラサルディがクリエイティブ・ディレクターに就任した。ガイアはそれ以前に、Tru Trussardi（トゥルー トラサルディ）とTrussardi Jeans（トラサルディ ジーンズ）のクリエイティブ・ディレクターを務めていた。
ロゴ制定40周年を記念して、清水侑子が『スカイウォッチャー』と題した短編アニメーションを制作した。
2024年にミロリオ・グループの傘下となった。